# قطعنامه ۵۵۶ شورای امنیت
قطعنامه ۵۵۶ شورای امنیت سازمان ملل متحد که در تاریخ ۲۳ اکتبر ۱۹۸۴ تصویب شد، سندی بین‌المللی دربارهٔ آفریقای جنوبی است. این قطعنامه طی نشست ۲۵۶۰ام با ۱۴ موافق، ۰ مخالف و ۱ ممتنع تصویب شد.